# Чжан Цзинхуэй
Чжан Цзинхуэй (кит. трад. 张景惠, упр. 張景惠, пиньинь Zhāng Jǐnghuì; Wade-Giles: Chang Ching-hui; 21 июня 1871, Аньшань, Империя Цин — 1 ноября 1959, Фушунь, КНР) — китайский генерал, военный деятель периода Эры милитаристов. С 1935 по 1945 год — премьер-министр государства Маньчжоу-го.

## Биография

### Ранние годы
Чжан Цзинхуэй родился в Тайане, к юго-западу от Мукдена (провинция Ляонин). Когда началась война с Японией, Чжан примкнул к нерегулярным хунхузским кавалерийским частям, возглавляемым маньчжурским военачальником Чжан Цзолинем. Впоследствии эти силы приняли участие и в Русско-японской войне, выступая на стороне Японии в качестве наёмников. В последние годы правления династии Цин, Чжан Цзолинь был назначен наместником Трёх Северо-Восточных Провинций с базой в Фэнтяне. После Синьхайской революции, упразднившей китайскую монархию, ему удалось добиться признания его силы в рамках новообразованной милитаризированной Китайской республики.

### Эра милитаристов
В это время, Чжан Цзинхуэй был назначен командиром 27-й пехотной бригады Бэйянской армии — одной из крупнейших и наиболее боеспособных на территории Китая. Однако со смертью Юань Шикая в 1916 году Бэйянская армия разделилась на несколько враждебных фракций, и Чжан Цзинхуй присоединился к Чжилийской клике, возглавляемой У Пэйфу. Позже он вернулся к Чжан Цзолиню и исполнял функции военного министра в Бэйянском правительстве с мая 1926 года по июнь 1927 года. 4 июня 1928 года произошел Хуангутуньский инцидент, в результате которого погиб Чжан Цзолинь. Вскоре после этого в январе 1929 года в Нанкине состоялась конференция по национальному единству, в которой приняли участие Чжан Сюэлян и Чжан Цзинхуэй. Итогом конференции стало признание в качестве главы государства лидера партии Гоминьдан Чан Кайши.

### Маньчжоу-го
После Мукденского инцидента и успешного вторжения Квантунской армии в Маньчжурию в 1931 году Чжан Цзинхуэй созывает конференцию в своём кабинете 27 сентября 1931 года с целью организации «Комитета по чрезвычайной ситуации специального района», и выхода Маньчжурии из состава Китая. По его приказу из Цицикара был выслан гоминьдановский генерал Ма Чжаньшань, исполнявший обязанности губернатора Хэйлунцзяна. После этого Чжан объявил о самоуправляемости Маньчжурии и провозгласил себя маньчжурским губернатором 7 января 1932 года. Опасаясь вторжения со стороны Советского Союза и будучи не в силах противостоять японцам, Чжан подписал соглашение с последними и был признан Японией как единственный легитимный губернатор Хэйлунцзяна в рамках планируемого к созданию государства Маньчжоу-го.
14 февраля 1932 года Чжан Цзинхуэй передал пост губернатора бывшему противнику Ма Чжаншаню, согласившемуся перейти на сторону японцев. В апреле 1932 года Чжан занял пост министра обороны Маньчжоу-го.
21 мая 1935 года, несмотря на возражения со стороны императора Пу И, по японской инициативе Чжан Цзинхуэй был назначен премьер-министром Маньчжоу-го, сменив на этом посту Чжэн Сяосюя.
Будучи премьер-министром государства, Чжан предпочитал вести пассивный образ жизни и придавать своему посту лишь номинальный характер, что ещё в большей степени делало Маньчжоу-Го зависимым от Японской империи. За десять лет своего премьерства Чжан Цзинхуэй лишь однажды выступил против японской администрации, раскритиковав факт принуждения маньчжурцев к продаже своих земель со стороны японских колонистов. В 1943 году он выступил в качестве делегата от Маньчжоу-го в Великой Восточноазиатской конференции, состоявшейся в Токио.
Кроме того, в 1943 году в журнале «Тайм» была опубликована ложная статья, согласно которой Чжан Цзинхуэй якобы отравил свою семью и убил японского советника, а других членов правительства Маньчжоу-го довёл до самоубийства.

### Последние годы. Смерть
Чжан занимал должность премьер-министра вплоть до самого распада Маньчжоу-го в результате вторжения в Маньчжурию частей Красной Армии в августе 1945 года. После окончания Второй мировой войны Чжан содержался под стражей на территории Советского Союза в Сибири, а в 1950 году был выдан властям Китайской Народной Республики и заключен в тюрьму для военных преступников в Фушуне. В 1959 году он умер в заключении от сердечной недостаточности.